# Дрожащая крыса Кавасаки
Дрожащая крыса Кавасаки (англ. Shaking Rat Kawasaki) — крыса с нарушениями строения мозга, поведения и походки, вызванными делецией гена RELN. Мутация приводит к сниженной экспрессии рилина и reeler-подобному фенотипу. Дрожащая крыса Кавасаки была впервые описана в 1988 году.